# 17629 Koichisuzuki
17629 Koichisuzuki è un asteroide della fascia principale. Scoperto nel 1996, presenta un'orbita caratterizzata da un semiasse maggiore pari a 2,2773926 UA e da un'eccentricità di 0,1298133, inclinata di 6,16714° rispetto all'eclittica.